# Swintila
Swintila (ur. 588, zm. ok. 634) – król Wizygotów w latach 621 - 631.
Był jednym z wodzów armii króla Sisebuta. Prowadził kampanię na północy kraju przeciwko Ruccones. Objął władzę po przedwczesnej śmierci Rekkareda II. Za jego panowania w roku 625 wyparto Bizantyjczyków z południa, dzięki czemu został pierwszym wizygockim władcą, który panował nad całym półwyspem Iberyjskim. Przeprowadził również wyprawę przeciwko Baskom, zakładając miasto Ologicus, utożsamiane z dzisiejszym Olite.
W 630 roku doszło do buntu pod wodzą Sisenanda, wspieranego przez króla Franków Dagoberta I. Doprowadziło do utraty tronu przez Swintilę. Podczas synodu Kościoła Wizygockiego, który odbył się w Toledo w roku 636, Sisenand doprowadził do uznania swego poprzednika za tyrana, ekskomunikowania go i konfiskaty wszystkich jego włości. Swintila zmarł najprawdopodobniej rok później, w 634.